# Bryum renauldii
Bryum renauldii är en bladmossart som beskrevs av Julius Röll, Ferdinand François Gabriel Renauld och Jules Cardot 1900. Bryum renauldii ingår i släktet bryummossor, och familjen Bryaceae. Inga underarter finns listade i Catalogue of Life.